# Sainte-Paule (Québec)
Pour les articles homonymes, voir Sainte-Paule.
Sainte-Paule est une municipalité de la province de Québec, au Canada, située dans la municipalité régionale de comté de La Matanie, au Bas-Saint-Laurent.

## Toponymie
La mission fondée en 1923 fut nommée Sainte-Paule en l'honneur de Paule de Rome, veuve et disciple de Jérôme de Stridon. La municipalité est souvent nommée "Sainte-Paula" par les habitants de la région. Cette appellation n'est pas fortuite étant donné que le bureau de poste portait le nom de Sainte-Paula de 1938 à 1982.

## Histoire
Les premiers habitants de ce territoire s'établirent en 1912. Cependant, il y avait déjà une scierie de construite sur ce territoire en 1897. Autrefois, l'endroit se nommait Colonie Val-Joubert en l'honneur de Louis-Philippe Joubert qui était un marchand de bois influent de Sayabec et qui colonisa le territoire de Sainte-Paule dès 1903. Aujourd'hui, le nom de l'école primaire de Sainte-Paule est « Val-Joubert ». La mission catholique de Sainte-Paule a été fondée en 1923. Le bureau de poste a été ouvert en 1938 sous le nom de Sainte-Paula. La caisse populaire a été fondée le 15 septembre 1945. La paroisse a été érigée canoniquement en 1948 par détachement de la paroisse de Sayabec. La constitution officielle de la municipalité de Sainte-Paule a été effectuée le 1er janvier 1968 à partir de territoires non organisé. Le 14 juin 1968, la caisse populaire est fermée.

## Géographie

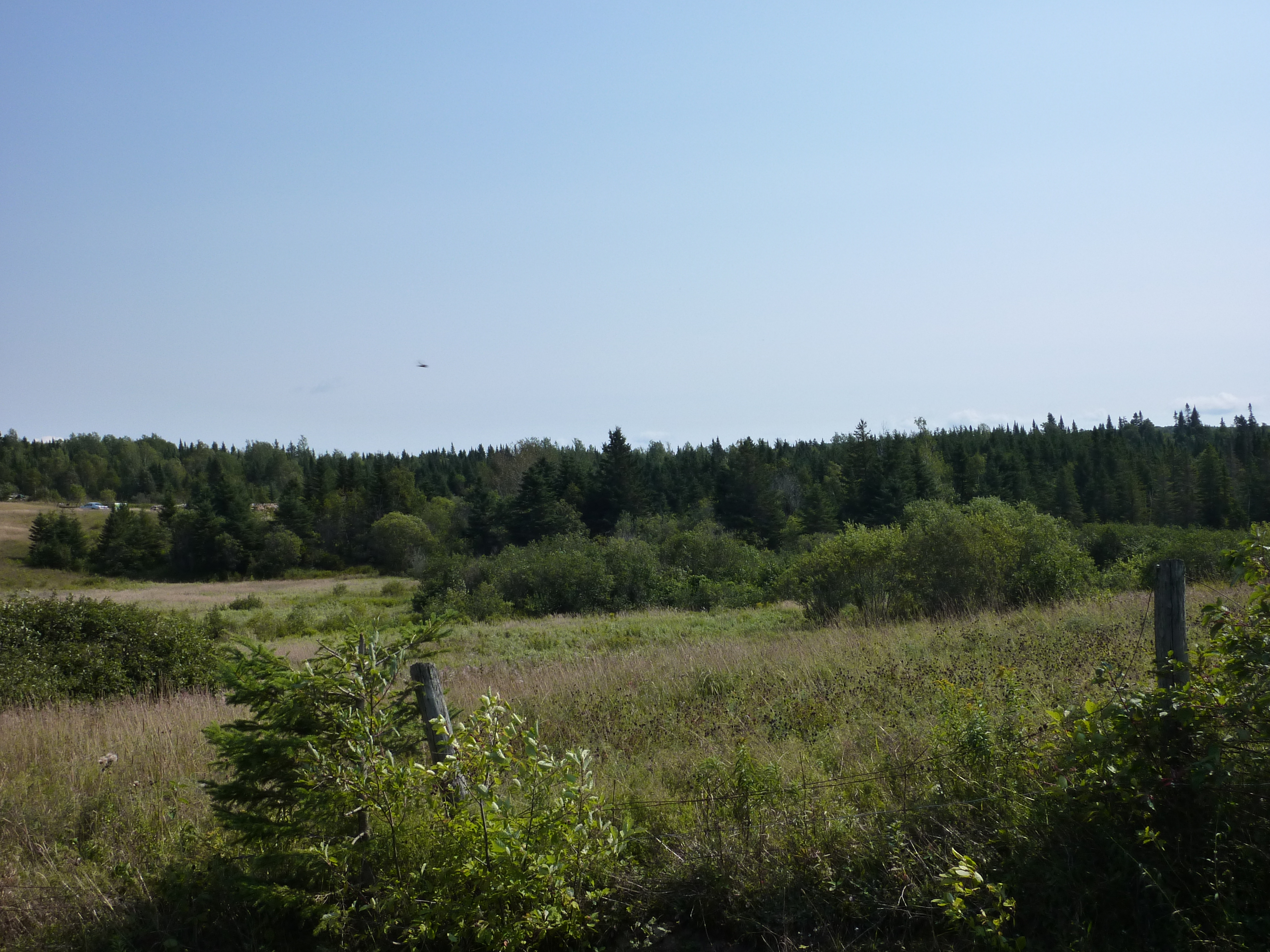
Paysages à Sainte-Paule

Sainte-Paule est située sur le versant sud du fleuve Saint-Laurent à 400 km au nord-est de Québec et à 320 km à l'ouest de Gaspé. Les villes importantes près de Sainte-Paule sont Rimouski à 95 km à l'ouest et Matane à 25 km au nord. Sainte-Paule est située sur la route qui relie Sayabec à Matane. Le territoire de Sainte-Paule couvre une superficie de 88 km2.
La municipalité de Sainte-Paule fait partie de la municipalité régionale de comté de La Matanie dans la région administrative du Bas-Saint-Laurent. La paroisse de Sainte-Paule porte le même nom que la municipalité et est située dans l'Archidiocèse de Rimouski et, plus précisément, dans la région pastorale de Matane.

### Topographie
La municipalité est située dans les montagnes qui forment la vallée de la Matapédia dans la section des monts Notre-Dame des monts Chic-Chocs.

### Hydrographie

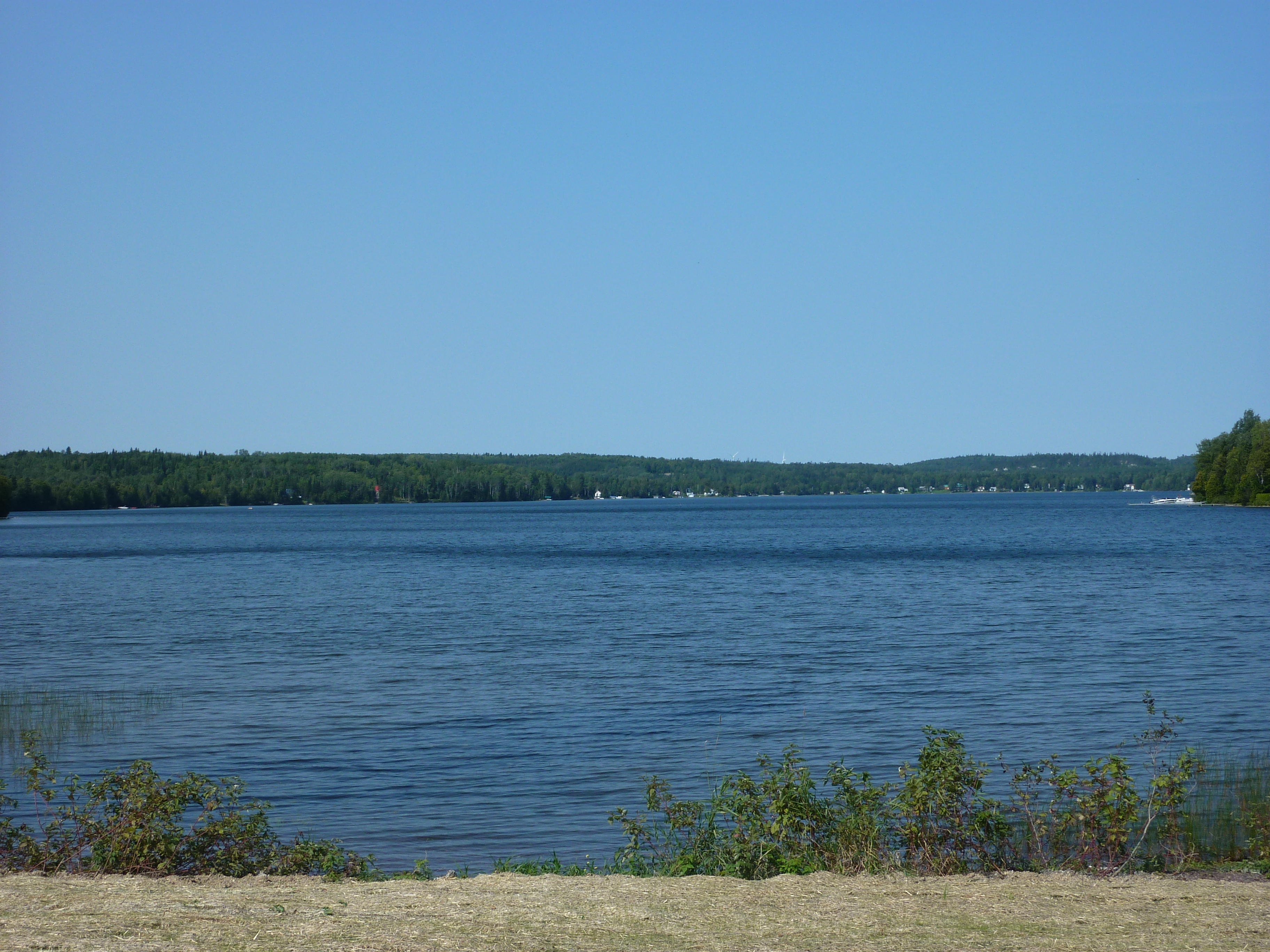
Le lac du Portage.

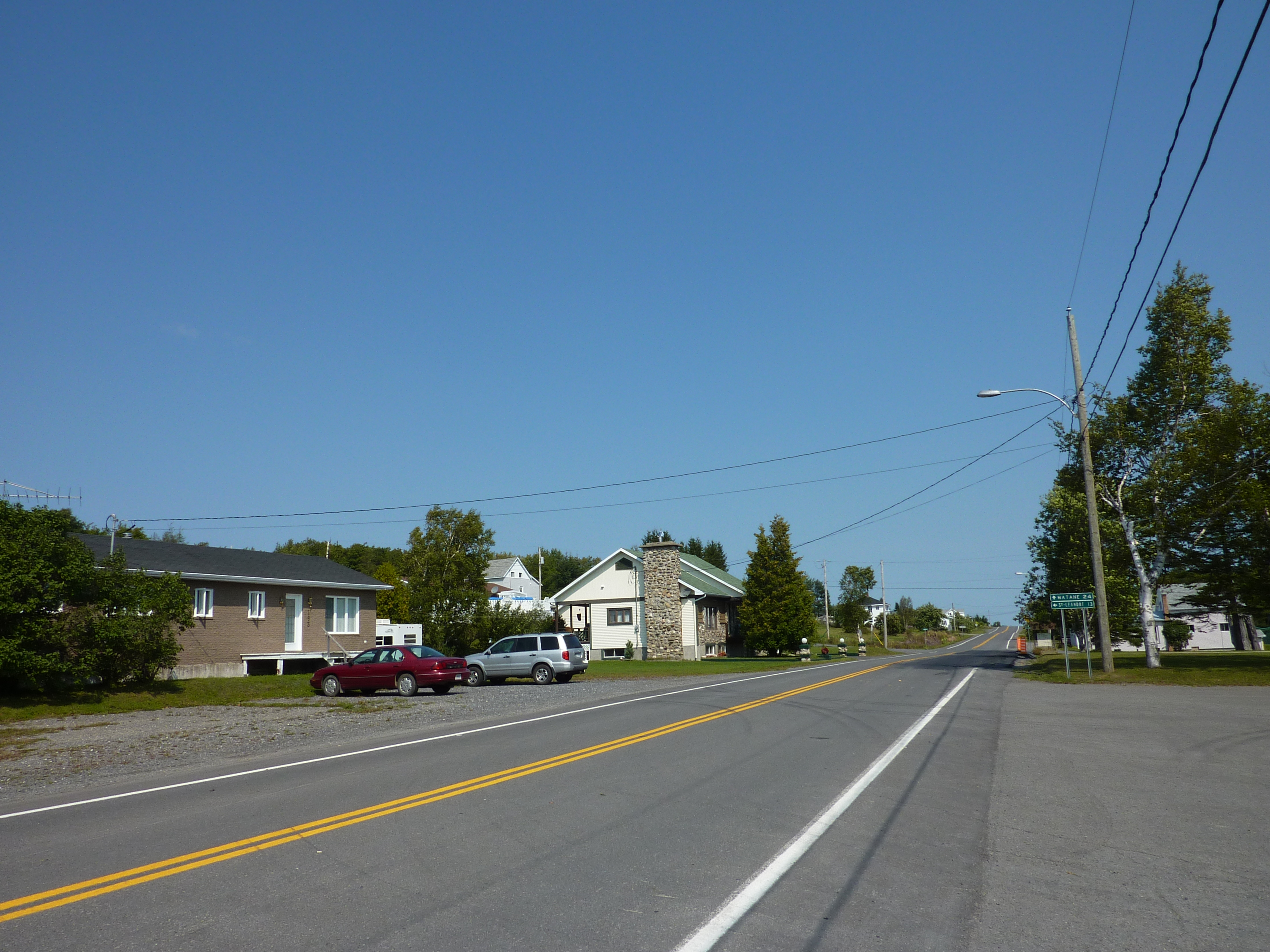
Le village de Sainte-Paule.

Il y a deux bassins versants à Sainte-Paule, l'un est drainé par la rivière Matane et l'autre par la rivière Matapédia.
La rivière Sableuse traverse le sud de la municipalité vers le sud-ouest.
La Rivière Inconnue traverse le sud et coule vers le nord-ouest jusqu'à sa confluence avec la rivière Sableuse.
Le lac du Portage est situé dans le nord-ouest de la municipalité. 
Le lac, dans le nord-est, est la source de la rivière Petchedetz Est.

## Démographie
| 1966 | 1971 | 1976 | 1981 | 1986 | 1991 |
| ---- | ---- | ---- | ---- | ---- | ---- |
| 414  | 289  | 164  | 185  | 197  | 187  |

| 1996 | 2001 | 2006 | 2011 | 2016 | 2021 |
| ---- | ---- | ---- | ---- | ---- | ---- |
| 228  | 199  | 229  | 201  | 233  | 247  |

Entre 2001 et 2006, Sainte-Paule a connu une croissance démographique de 15,1 %. 93 % de la population de Sainte-Paule a le français en tant que langue maternelle, le restant ayant l'anglais. 48 % de la population maitrise les deux langues officielles du Canada.
31 % de la population de 15 ans et plus de Sainte-Paule n'a pas de diplôme d'éducation. 40,5 % de cette population n'a qu'un diplôme d'études secondaires ou professionnelles. 7,1 % de cette population ont un baccalauréat ou un diplôme d'études universitaires plus élevé.
Il est intéressant de regarder cette municipalité dans l'optique de la première Opération dignité dirigée par le curé Charles Banville. L'Opération Dignité est une réaction populaire face au plan de relocalisation des habitants de Saint-Paule dessiné par le Bureau d'aménagement de l'Est du Québec (BAEQ).

## Administration
Les élections municipales ont lieu à tous les quatre ans et sont effectuées en bloc sans division territoriale.
| Sainte-Paule Maires depuis 2002                                                                                      |                   |                     |          |
| Élection | Maire             | Qualité             | Résultat |
| 2002 | Yvan Côté         |                     | Voir     |
| 2005 | Yvan Côté         | Voir                |          |
| 2009 | Yvan Côté         | Voir                |          |
| 2013 | Pierre Dugré      |                     | Voir     |
| 2017 | Pierre Dugré      | Voir                |          |
| 2021 | Raymond Carrier   |                     | Voir     |
| mars 2022 | Mylaine Bégin     | Mairesse suppléante | Voir     |
| mai 2022 | Johanne Deschênes |                     | Voir     |
| été 2022 | Mylaine Bégin     | Mairesse suppléante | Voir     |
| mars 2023 | Philippe Savard   |                     | Voir     |
| Élection partielle en italique Depuis 2005, les élections sont simultanées dans toutes les municipalités québécoises |                   |                     |          |

## Représentations politiques
Québec : Sainte-Paule fait partie de la circonscription provinciale de Matane.
 Canada : Sainte-Paule fait partie de la circonscription fédérale de Avignon--La Mitis--Matane--Matapédia

## Économie
L'économie de Sainte-Paule tourne principalement autour de l'industrie forestière.

## Éducation
L'école Val-Joubert de Sainte-Paule n'avait que deux classes. La première offrait les trois premiers niveaux du primaire et la seconde les trois autres. Le bâtiment de l'école Val-Joubert contient aussi la bibliothèque municipale. L'établissement est situé sur la rue Banville. L'école Val-Joubert est maintenant utilisée à des fins de formation en foresterie.

## Tourisme
La chasse aux faisans est implantée dans la municipalité de Sainte-Paule depuis 1998. Il existe aussi une auberge avec chambres accueillant des motoneiges l'hiver d'un peu partout au Québec, États-Unis ainsi que des Européens. L'auberge de Ma cabane en Gaspésie opère aussi une érablière de 21 000 entailles et offres des visites guidées de l'érablière. L'auberge est rasée par un incendie en 2022.